# Jugendstil (Album)
Jugendstil ist das zweite Album der Berner Hip-Hop-Gruppe 6er Gascho. Der Tonträger erschien am 17. August 2007 über das Independent-Label Nation Music und konnte als erste Veröffentlichung der Band in die Schweizer Charts einsteigen. Jugendstil wurde grösstenteils von Sad produziert.

## Entstehung
6er Gascho, was ein Berner Ausdruck für eine Sechserpackung ist, wurde im Jahr 2000 gegründet und besteht seither aus den drei Rappern Nestor, Tesor und Yuri, den DJs Bowser und Jones sowie dem Manager Lorenzo Albisetti. In ihrem Gründungsjahr veröffentlichte die Musikgruppe ihr erstes Mixtape und stand in den folgenden Jahren vor allem als Vorgruppe für die Chlyklass-Künstler auf der Bühne. 2005 unterschrieben die Mitglieder einen Vertrag bei Nation Music und veröffentlichten ihre EP Schwarz uf Wiss. Es folgte das Debütalbum Itz oder nie, wobei vor allem das Musikvideo I ha ke Bock Aufmerksamkeit erregte und den 12. Platz der meistgespielten Clips bei Viva Schweiz erreichte.
Im Jahr 2007 erarbeiteten die Mitglieder von 6er Gascho schliesslich das Album Jugendstil. Die Stücke wurden im Studio Obe im Eggä von dem Musikproduzenten Sad aufgenommen. Weitere Aufnahmen erfolgten in den Aggro Studios Berlin, dem g-cookin'-Studio in Chur und dem Studio U3 in Bern. Abgemischt wurde das Album von Jan Stehle im Studiomamma in Münchenbuchsee. Den letzten Entwicklungsprozess, das sogenannte Mastering, führte Sascha Bühren im Truebusyness durch.

## Titelliste
1. Jugendstil (Intro) – 0:55
2. Wieder hie! – 4:05
3. Sägs dä Homies – 4:47
4. Jugendstil (feat. B-Tight) – 3:28
5. Lalalala – 2:58
6. Gang (nid) – 5:23
7. Gömer oder gömer nid – 4:42
8. Äs bäbbt – 3:30
9. Mis erschtä Mau – 2:03
10. Z' schwach (feat. Gimma) – 3:56
11. Samschtiiig – 3:46
12. Vatter i ha chaut – 4:44
13. Ohyeah! – 4:16
14. Si numä einisch jung (feat. Fratelli-B) – 3:38
15. Was geit ab?! – 4:02
16. Mach di starch – 3:12
17. Abschied – 3:39
18. Verliebt i… – 3:28
19. Gang (nid) - Unplugged Remix (Bonustrack) – 5:19

## Gastbeiträge
Jugendstil enthält Gastbeiträge, sogenannte Features, von drei verschiedenen Künstlern. Weitere Musiker sind an bestimmten Liedern beteiligt, ohne speziell als Gast angegeben zu sein. Im Titellied Jugendstil tritt der Berliner Rapper B-Tight in Erscheinung, der zu dieser Zeit bei dem erfolgreichen Independent-Label Aggro Berlin unter Vertrag stand. Dies ist die zweite Zusammenarbeit Aggro Berlins mit Künstlern von Nation Music, nachdem der Rapper Sido 2006 einen Gastbeitrag zu dem Album I gega d’Schwiiz von Gimma lieferte. Nation Music vertreibt zudem die Tonträger Aggro Berlins in der Schweiz.
Gimma selbst ist auf dem Lied Z' Schwach vertreten, bei dem er die Hookline singt und zudem die erste Hälfte der zweiten Strophe rappt. Im selben Titel taucht zudem ein kurzer Gesangspart des Sängers Seven auf, dieser wird jedoch nicht als Gastmusiker aufgeführt. Si numä einisch jung entstand in Zusammenarbeit mit dem Zuger Hip-Hop-Duo Fratelli-B.

## Produktion
Hauptproduzent des Albums ist der Berner Musikproduzent Sad, der ebenfalls bei Nation Music unter Vertrag steht. 13 Lieder auf Jugendstil wurden von ihm produziert und arrangiert. Ausserdem sind die beiden MCs Nestor und Tesor musikalisch beteiligt: Tesor produzierte die Stücke Mis erschtä Mau und Verliebt i.... Die Instrumentals zu Ohyeah! und Was geit ab?! wurden von Nestor und Tesor gemeinsam erschaffen. Freaza zeigt sich für das Stück Samschtiiig verantwortlich. Abschied wurde von Riga und Boulawan für Union Beats Switzerland produziert.
Für die Unplugged-Version des Liedes Gang (nid) wurde das ursprüngliche Instrumental von Sad auf akustischen Instrumenten nachgespielt. Der Produzent selbst bediente dabei das Piano. Als Streicher sind ausserdem Mich Gerber (Kontrabass), Janòs Heidekker (Violine) und Brigitte Rieder (Cello) beteiligt. In mehreren Liedern kommt das Element des Scratchen zum Einsatz. Dies erfolgte durch die beiden DJs der Gruppe, Jones und Bowser.

## Texte
Viele Lieder des Albums beinhalten den namensgebenden Jugendstil. Die MCs beschreiben dabei die moderne Jugend in der Schweiz als selbstständiger, vielseitiger und auch gewalttätiger. Das Intro besteht aus instrumental unterlegten Nachrichtenmeldungen über Gewalt- und Straftaten von Jugendlichen und die Entstehung eines „neuen Jugendstils“. Auch das Titellied greift das Thema auf:

„Wir sind die Jugend, bei der Gewalt zunimmt, wo ein paar Leute für ein paar Euros bluten. Ich erzähl keine Märchen, ich kämmte keine Pferdchen, ich musste Schuhe putzen für die Leute die's nicht wert sind. Ich bin raus aus der Gegend, doch mein Herz ist immer da, ich und das MV für immer ein Paar. sagt jemand die Wahrheit, solltest du nicht widersprechen, es passiert, dass ab und zu mal Kiefer brechen. Ich rede über Sex aber das kennt ihr schon. Die Polizei sagt „Jetzt, heb die Hände hoch!“ Ich bins, ich grins, deine Kinder feiern mich, das ist nicht schlimm. So redet die Jugend heute, so reden die coolen Leute. Söhne werden Player, alle Töchter werden coole Säue. So bin ich aufgewachsen, ab und zu 'ne Streiterei. Tja: Ich bin ich und es bleibt dabei!“

Weitere Lieder enthalten Battle-Rap oder selbstdarstellerische Elemente. In mehreren Stücken wird das Club- und Konzertleben zum Thema. Das Genre des Storytellings kommt etwa in Gömer oder gömer nid zum Einsatz. Das Lied beschreibt einen Banküberfall der Gruppe, wobei Tesor am Ende mit der Beute flieht und seine Kameraden der Polizei überlässt. In Mis erschtä Mau berichtet Tesor über seine ersten sexuellen Erfahrungen. Zu den persönlichen Liedern können Gang (nid) und Z' schwach gezählt werden. Ersteres ist eine Liebeserklärung der Rapper an je eine weibliche Person und knüpft laut dem Liedtext an den Song Bimer sicher vom Album Itz oder nie an. Z' Schwach thematisiert die Schwächen der Menschheit, wenn es darum geht der Versuchung zu widerstehen. Die beteiligten MCs reden dabei sowohl in der ersten, als auch in der zweiten Person.

## Vermarktung
Zu dem Titellied wurde gemeinsam mit B-Tight ein Musikvideo gedreht. Der Clip spielt in der Abenddämmerung, vor der Kulisse eines inoffiziellen Autorennens und kombiniert reale Aufnahmen mit Comic-Bildern.
Im Rahmen der Albumveröffentlichung absolvierte 6er Gascho zudem eine Konzerttournee. Diese begann am 31. August 2007 mit einem Auftritt am Pfadifest in Solothurn und endete nach zwölf Konzerten in der Schüür in Luzern am 17. November. Die Plattentaufe fand am 14. September im Bierhübeli in Bern statt. Aufkleber, die für die Tour werben, sind noch heute in ganz Bern zu finden.

## Rezeption
Jugendstil stieg am 2. September 2007 auf Platz 12 in die Schweizer Album-Charts ein und verweilte sechs Wochen unter den 100 meistverkauften Tonträgern. Zuletzt lag der Tonträger am 7. Oktober auf Platz 97.
Die Kritiken zu dem Album fielen durchweg positiv aus. Auf der Internetseite Music.ch werteten sowohl die Redaktion als auch die Leser die Veröffentlichung mit vier von möglichen sechs Punkten. Im dazugehörigen Review wird Jugendstil positiv beschrieben: „Zunächst fällt auf, dass die Jungs ihre Gesangskünste perfektioniert haben. Tracks wie "Wieder hie!" oder "Vatter i ha chaut" verfügen über eingängige Hooklines, welche sich auch im Radio gut machen würden. […] Reimtechnisch haben die drei MCs Yuri, Nestor und Tesor mächtig zugelegt. Sie überraschen mit Tempowechseln und Silbenspielereien; mit "Gang (nid)" und "Mis erschtä Mau" haben sie zudem zwei Tracks auf das Album gepackt, die viel Tiefgang haben. "Jugendstil" ist damit gegenüber dem letztjährigen Release ein grosser Schritt nach vorne.“

## Illustration
Das Cover des Albums zeigt Yuri, Tesor und Nestor vor einem grossen Fenster mit weinroten Vorhängen. Der Bildrand ist weiss verziert. Auf der Rückseite des Booklets sind Bowser, Jones und Lorenzo vor demselben Hintergrund erkennbar. Das Booklet enthält zudem Einzelfotos aller Mitglieder, ein Foto der gesamten Gruppe sowie sämtliche Liedtexte. Die Gestaltung des Artworks erfolgte durch Michi „MM75“ Lüthi, die Fotos wurden von Tim Lüdin geschossen.